# Operação Integração
Operação Integração  foi uma operação da Polícia Federal (PF) deflagrada em fevereiro de 2018. Representou a 48º fase da Operação Lava Jato.
A operação investigou o uso de estruturas de lavagem de dinheiro para operacionalizar recursos ilícitos pagos a agentes públicos, principalmente por meio dos operadores financeiros Adir Assad e Rodrigo Tacla Duran.
A ação tem por objeto a apuração dos crimes de corrupção, fraude a licitações e lavagem de ativos.
Em dezembro de 2020, a Justiça Federal condenou dez pessoas em um processo da Operação Integração, pelos crimes de organização criminosa, estelionato, peculato e lavagem de dinheiro.